# Ostinato
L'ostinato è un breve disegno musicale (un motivo, un inciso, un disegno d'accompagnamento) ripetuto ad oltranza senza modificarne altezza e ritmo.
Il più delle volte si colloca al basso, definito appunto basso ostinato.
L'ostinato crea un effetto di staticità e insieme di stacco rispetto alle altre parti, in particolare alla melodia.
Molto frequente nella musica etnica, anche solo come ostinato ritmico, e, specie in alcune epoche, nella musica colta (si pensi alla diffusione della Follia di Spagna a partire dal XV secolo, sulle cui variazioni si sono cimentati moltissimi compositori sino a fine Settecento). L'uso del basso ostinato, poi, ritorna frequente a partire dalla seconda parte del XIX secolo, soprattutto per opera dei compositori delle scuole nazionali, maggiormente legati alle tradizioni folkloriche.
Qualcosa di simile esiste nell'ambito della popular music, con particolare rilevanza in ambito rock, ed è denominato riff.